# 前田成欣
前田 成欣（まえた しげよし、1940年2月26日 - ）は、日本の電気工学者。大阪工業大学名誉教授。元電気工学教室担当。工学博士（大阪大学）。
専門は、光工学・レーザー工学、電気材料。

## 略歴
1965年大阪大学大学院工学研究科電気工学専攻修士課程修了。のちに、工学博士（大阪大学）。1967年大阪工業大学工学部電気工学科に着任し、電気工学教室を担当。助教授などを経て、同学科教授。2002年同学部電気電子システム工学科教授。2004年同大学名誉教授。
大阪工業大学工学部（電気工学科・電気電子システム工学科）にて35年以上の長きに渡り教鞭を執り、特に初期の光工学・レーザー工学の研究・育成に貢献した。
主な所属学会は、電気学会、レーザー学会、日本物理学会、応用物理学会。

## 主な研究
- 有機色素系のレーザー光導電 - 分子結晶・有機半導体の研究
- レーザ光照射による有機材料中での電子過程に関する研究
- パルス電界中でのレーザー光導電の測定法[2]
- レーザー励起アントラセン単結晶における熱刺激電流(TSC)の実験結果に対する数値解析[3]
- 微弱光測定装置と熱刺激発光測定への応用
- ポリアニリンの熱刺激電流とその解析：日東電工との共同研究[4]